# Okręgowe rozgrywki w piłce nożnej woj. białostockiego (1933)

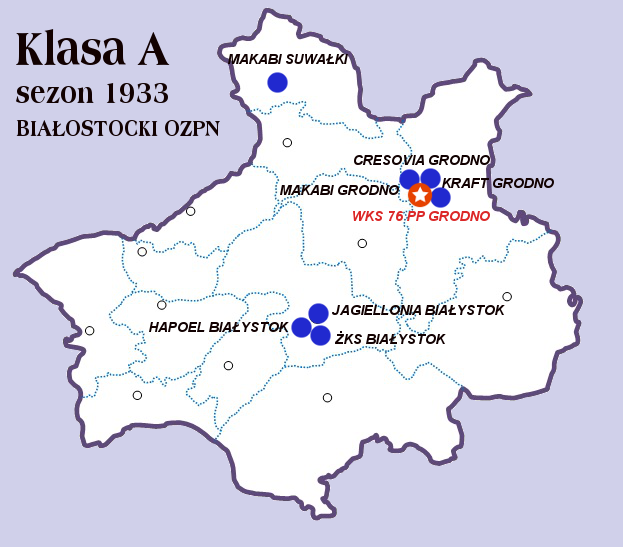
Klasa A Białystok 1933

5. Edycja okręgowych rozgrywek w piłce nożnej województwa białostockiego

W roku 1933 władze BOZPN postanowiły zmienić system rozgrywek klasy A. W pierwszej fazie drużyny zostały podzielone na 2 grupy terytorialne (białostocką i grodzieńską), których zwycięzcy spotkali się w dwumeczu o 1 miejsce. O utrzymanie w klasie A walczyły ostatnie drużyny z grup.
| Centralne | I poziom ligowy   | Liga                                    | Liga                                    | Liga                                    | Liga                                    |
| Okręgowe  | II poziom ligowy  | Klasa A - gr.I                          | Klasa A - gr.I                          | Klasa A - gr.II                         | Klasa A - gr.II                         |
| Okręgowe  | III poziom ligowy | Klasa B (Brak danych co do ilości grup) | Klasa B (Brak danych co do ilości grup) | Klasa B (Brak danych co do ilości grup) | Klasa B (Brak danych co do ilości grup) |
| Okręgowe  | IV poziom ligowy  | Klasa C (Brak danych co do ilości grup) | Klasa C (Brak danych co do ilości grup) | Klasa C (Brak danych co do ilości grup) | Klasa C (Brak danych co do ilości grup) |

## Klasa A - II poziom rozgrywkowy

### Faza zasadnicza (grupowa)
| Lp.                    | Drużyna               | M | Z | R | P | Bramki | Bramki | Różn. | Pkt. | Uwagi          |
| ---------------------- | --------------------- | - | - | - | - | ------ | ------ | ----- | ---- | -------------- |
| Grupa I (białostocka)  |                       |   |   |   |   |        |        |       |      |                |
| 1                      | ŻKS Białystok         | 6 | 5 | 1 | 0 | 22     | 5      | +17   | 11   | Baraż o 1 m-ce |
| 2                      | Jagiellonia Białystok | 6 | 2 | 2 | 2 | 15     | 10     | +5    | 6    |                |
| 3                      | Makabi Grodno         | 6 | 2 | 0 | 4 | 5      | 10     | -5    | 4    |                |
| 4                      | Hapoel Białystok (b)  | 6 | 1 | 1 | 4 | 8      | 25     | -17   | 3    | Baraż o utrz.  |
| Grupa II (grodzieńska) |                       |   |   |   |   |        |        |       |      |                |
| 1                      | WKS 76 PP Grodno      | 6 | 5 | 1 | 0 | 34     | 7      | +27   | 11   | Baraż o 1 m-ce |
| 2                      | Cresovia Grodno       | 6 | 1 | 3 | 2 | 8      | 19     | -11   | 5    | Fuzja po sez.  |
| 3                      | Kraft Grodno          | 6 | 2 | 1 | 3 | 8      | 19     | -11   | 5    |                |
| 4                      | Makabi Suwałki        | 6 | 1 | 1 | 4 | 7      | 19     | -12   | 3    | Baraż o utrz.  |

| Wyniki | Wyniki | Wyniki |
| 1 kolejka | 2 kolejka | 3 kolejka |
| --- | --- | --- |
| 13.05 WKS 76 PP Grodno : Kraft Grodno 9:2 (13).05 Jagiellonia Białystok : ŻKS 3:3 14.05 Cresovia Grodno : Makabi Suwałki 14.05 Hapoel Białystok : Makabi Grodno | 20.05 Makabi Grodno : Jagiellonia Białystok 1:0 20.05 Kraft Grodno : Cresovia Grodn o 21.05 Makabi Suwałki : WKS 76 PP Grodno 1:4 21.05 ŻKS Białystok : Hapoel Białystok    | 27.05 WKS 76 PP Grodno : Cresovia Grodno 5:0 27.05 28.05 Kraft Grodno : Makabi Suwałki 28.05 |
| 4 kolejka | 5 kolejka | 6 kolejka i mecze zaległe |
| 3.06 Cresovia Grodno : WKS 76 PP Grodno 3:3 3.06 4.06 4.06 Makabi Suwałki : Kraft Grodno                                                                        | 10.06 Makabi Grodno : ŻKS Białystok 0:2 10.06 Makabi Suwałki : Cresovia Grodno 1:1 11.06 WKS 76 PP Grodno : Kraft Grodno 3:1 11.06 Hapoel Białystok : Jagiellonia Białystok | 14.06 Jagiellonia Białystok : Makabi Grodno 3:0(vo) 18.06 WKS 76 PP Grodno : Makabi Suwałki 10:0 17.06 Cresovia Grodno : Kraft Grodno 1:1 24.06 Hapoel Białystok : Makabi Grodno 0:3 8.07 Cresovia Grodno : Makabi Suwałki 3:1 |

### Baraż o mistrzostwo okręgu
| Finał (dwumecz) | Finał (dwumecz) | Finał (dwumecz)                  | Finał (dwumecz) |
| --------------- | --------------- | -------------------------------- | --------------- |
| 1               | 16.07.1933      | WKS 76 PP Grodno : ŻKS Białystok | 2:1             |
| 2               | 22.07.1933      | ŻKS Białystok : WKS 76 PP Grodno | 1:3             |

### Baraż o utrzymanie
| Baraż (dwumecz) | Baraż (dwumecz) | Baraż (dwumecz)                  | Baraż (dwumecz) |
| --------------- | --------------- | -------------------------------- | --------------- |
| 1               | 10.07.1933      | Hapoel Białystok : ŻKS Białystok | 2:6             |
| 2               | 11.07.1933      | ŻKS Białystok : Hapoel Białystok | 6:0             |

### Ostateczna klasyfikacja
| Lp. | Drużyna               | M | Z | R | P | Bramki | Bramki | Różn. | Pkt. | Uwagi              |
| --- | --------------------- | - | - | - | - | ------ | ------ | ----- | ---- | ------------------ |
| 1   | WKS 76 PP Grodno      | 6 | 5 | 1 | 0 | 34     | 7      | +27   | 11   | Eliminacje do Ligi |
| 2   | ŻKS Białystok         | 6 | 5 | 1 | 0 | 22     | 5      | +17   | 11   |                    |
| 3-4 | Jagiellonia Białystok | 6 | 2 | 2 | 2 | 15     | 10     | +5    | 6    |                    |
| 3-4 | Cresovia Grodno       | 6 | 1 | 3 | 2 | 8      | 19     | -11   | 5    | Fuzja po sez.      |
| 5-6 | Kraft Grodno          | 6 | 2 | 1 | 3 | 8      | 19     | -11   | 5    |                    |
| 5-6 | Makabi Grodno         | 6 | 2 | 0 | 4 | 5      | 10     | -5    | 4    |                    |
| 7-8 | Hapoel Białystok (b)  | 6 | 1 | 1 | 4 | 8      | 25     | -17   | 3    |                    |
| 7-8 | Makabi Suwałki        | 6 | 1 | 1 | 4 | 7      | 19     | -12   | 3    |                    |

- Po sezonie sekcja piłki nożnej Cresovi oraz WKS 76 PP Grodno połączyły się tworząc klub WKS Grodno
- Z powodu zwolnienia miejsca przez Cresovię nie rozegrano dwumeczu o pozostanie w klasie A.
- Z powodu wycofania Cresovi nikt nie spadł, awansował ŁKS Łomża.
- Po sezonie zespół Makabi Grodno został przesunięty do grupy II A klasy.
- Drużyna WKS 76 PP Grodno rozegrała eliminację do Ligi, które przegrała i w następnym sezonie wystąpi w klasie A.

## Klasa B - III poziom rozgrywkowy

### Eliminacje do klasy A
Eliminacje toczyły się systemem pucharowym.
| Finał (dwumecz) | Finał (dwumecz) | Finał (dwumecz)               | Finał (dwumecz) |
| --------------- | --------------- | ----------------------------- | --------------- |
| 1               |                 | Makabi Białystok : ŁKS Łomża  | 0:2             |
| 2               |                 | ŁKS Łomża : Makabi Białystok  | 3:0(vo)         |
| Półfinał I      |                 |                               |                 |
| 1               |                 | Makabi Białystok : b.d.       | b.d.            |
| 2               |                 | b.d. : Makabi Białystok       | b.d.            |
| Półfinał II     |                 |                               |                 |
| 1               | 31.10.1933      | ŁKS Łomża : WKS 41 PP Suwałki | 3:0             |
| 2               |                 | WKS 41 PP Suwałki : ŁKS Łomża | 3:3             |

### Runda zasadnicza
- Były najprawdopodobniej 4 grupy klasy B, brak dokładnych danych.

| Grupa I |                  |   |   |   |   |        |        |       |      |               |
| Lp.     | Drużyna          | M | Z | R | P | Bramki | Bramki | Różn. | Pkt. | Uwagi         |
| 1       | Makabi Białystok | 2 |   |   |   | 5      | 5      | 0     | 2    | Elim. do kl.A |
| ?       | Makabi Łomża     | 1 |   |   |   | 3      | 0      | +3    | 2    |               |
| ?       | WKS 33 PP Łomża  | 1 |   |   |   | 2      | 5      | -3    | 0    |               |
| ?       | b.d.             |   |   |   |   |        |        |       |      |               |

Mecze: 
- 17.06.1933 - WKS 33 PP Łomża : Makabi Białystok 2:5
- 18.06.1933 - Makabi Łomża : Makabi Białystok 3:0

| Grupa II |                          |   |   |   |   |        |        |       |      |                    |
| Lp.      | Drużyna                  | M | Z | R | P | Bramki | Bramki | Różn. | Pkt. | Uwagi              |
| 1        | ŁKS Łomża                | 8 |   |   |   | 36     | 4      | +32   | 16   | Elim. do kl.A      |
| ?        | Jagiellonia II Białystok | 3 |   |   |   | 5      | 15     | -10   | 1    |                    |
| ?        | ŻKS Bielsk Podlaski      | 3 |   |   |   | 2      | 9      | -7    | 1    |                    |
| ?        | Jutrznia Białystok       | 2 |   |   |   | 1      | 10     | -9    | 0    |                    |
| ?        | Promień Białystok        | 2 |   |   |   | 0      | 6      | -6    | 0    | Po sez. rozwiązany |

Mecze:    
- 1.07.1933 - ŁKS Łomża : Jutrznia Białystok 7:1
- Jutrznia Białystok : ŁKS Łomża 0:3
- ŁKS Łomża : Promień Białystok 3:0
- Promień Białystok : ŁKS Łomża 0:3
- 13.08.1933 - ŁKS Łomża : ŻKS Bielsk Podlaski 4:0
- ŻKS Bielsk Podlaski : ŁKS Łomża 0:3
- ŻKS Bielsk Podlaski : Jagiellonia II Białystok 2:2
- ŁKS Łomża : Jagiellonia II Białystok 8:1
- Jagiellonia II Białystok : ŁKS Łomża 2:5

| Grupa III |                   |   |   |   |   |        |        |       |      |               |
| Lp.       | Drużyna           | M | Z | R | P | Bramki | Bramki | Różn. | Pkt. | Uwagi         |
| 1         | WKS 41 PP Suwałki |   |   |   |   |        |        |       |      | Elim. do kl.A |
| ?         | b.d.              |   |   |   |   |        |        |       |      |               |
| ?         | b.d.              |   |   |   |   |        |        |       |      |               |
| ?         | b.d.              |   |   |   |   |        |        |       |      |               |

| Grupa IV |         |   |   |   |   |        |        |       |      |               |
| Lp.      | Drużyna | M | Z | R | P | Bramki | Bramki | Różn. | Pkt. | Uwagi         |
| 1        | b.d.    |   |   |   |   |        |        |       |      | Elim. do kl.A |
| ?        | b.d.    |   |   |   |   |        |        |       |      |               |
| ?        | b.d.    |   |   |   |   |        |        |       |      |               |
| ?        | b.d.    |   |   |   |   |        |        |       |      |               |

- Prawdopodobnie w jednej z grup klasy B lub C grały drużyny: Warmii Grajewo, Gwiazdy Łomża. [8]
- Po sezonie decyzją Starostwa Grodzkiego w Białymstoku klub KS Promień Białystok został rozwiązany. Prasa podaje, że na decyzją miały wpływ władze bezpieczeństwa, które uważały, że w klubie grupują się "elementy wywrotowe".[9]

## Klasa C - IV poziom rozgrywkowy
Brak danych dotyczących ilości grup i występujących zespołów.

## Źródła
- Jerzy Górko, Piłkarskie Dzieje Podlasia, Żelechów: sendsport.pl księgarnia kibica, [cop. 2010], ISBN 978-83-61418-03-0, OCLC 823782412. Brak numerów stron w książce
- Klubowa historia polskiej piłki nożnej do 1939 roku Tom I, regiony, baraże, frekwencja. Jan Goksiński, ISBN 978-83-935604-3-1
- Dziennik Białostocki rok 1933
- Przegląd Sportowy rok 1933
- Stadjon rok 1933